# 実業補習学校
実業補習学校（じつぎょうほしゅうがっこう）とは、1935年3月までの日本の旧学制下で、高等小学校、中学校、高等女学校などの中等教育に進学しない義務教育修了者で、勤労に従事する青少年を対象に実業教育を実施していた学校。

## 歴史
- 1890年（明治23年）10月7日 - 「小学校令」の改正（明治23年勅令第215号）により、実業補習学校は小学校の一種とされる。
- 1893年（明治26年）11月22日 - 「実業補習学校規程[1]」（明治26年文部省令第16号）が公布される。
  - 日本産業界の躍進・発展に対応できる人材を養成するために実業教育の充実が要請されるようになり、当時の井上毅文部大臣が教育改革の基本方針の1つとして「高等小学校の程度において実業補習の規程を設けること」を提示したことによる。
  - 初等教育機関（小学校）の補習機関であると同時に簡易な方法で生徒の従事する実業に関する知識・技能を授けることを目的とした。
  - 入学資格を尋常小学校卒業程度、修業年限を3年以内とし、夜間の教授も認められた。
  - 科目は修身・読書・習字・美術・実業とした。
  - 実業補習学校は尋常小学校または高等小学校に附設することができることとした。
- 1894年（明治27年）6月12日 - 実業教育の普及・促進のため、「実業教育費国庫補助法」（明治27年法律21号）が公布される。
- 1899年（明治32年）4月1日 - 実業学校令（明治32年勅令第29号）が施行され、実業補習学校は実業学校の一種とされる。
- 1920年（大正9年）
  - 「実業学校令」が改正され、実業補習学校の設置主体の範囲が広げられ、職員の名称・待遇が中等学校に準じるものとされた。
  - 「実業補習学校規程」が改正され、その内容の充実が図られた。
    - 目的（第1条）の項目で、従来の簡易的な補習を行う学校という位置づけが改められ、職業教育（職業に関する知識技能を授ける）と公民教育（国民生活に必要な教育を行う）の2点に重点が置かれるようになる。
    - 女子に関する規程、高等の実業補習学校の設置に関する規程、卒業後の学習等に関する規程が設けられた。

  - 「実業補習学校教員養成所令」を公布し、教員養成所の設置者・入学資格・学科目・教員の資格および待遇等について定める。
  - 「実業教育国庫補助法」が改正され、教員給与補助のため年30万円が各実業補習学校に交付されて、専任教員の増員が図られた。
- 1921年（大正10年）- 「実業補習学校教育主事規程」を制定し、文部省実業学務局に5名の専任実業補習教育主事を置く。
- 1922年（大正11年）- 「実業補習学校標準学科課程」を制定し、学科課程・各学科目の教程、教授時数等の標準を示す。
- 1924年（大正13年）- 「実業補習学校公民科教授要綱並ニ其ノ教授要旨」を公布し、公民教育科目の内容を定める。
- 1929年（昭和4年）- 文部省に社会教育局が新設され、実業補習学校に関する業務が従来の実業学務局から社会教育局に移管される。
- 1934年（昭和9年）- 実業補習学校と青年訓練所を統合して青年学校とする案が立案・提出・審議される。
  - 実業補習学校と青年訓練所の併存は、教員や設備の重複、地方財政の負担増などの問題を引き起こしていたため統合が検討されるようになった。
- 1935年（昭和10年）4月1日 - 青年学校令（昭和10年勅令第41号）の公布・施行により、実業補習学校と青年訓練所が統合され、青年学校となる。

## 学校種・学校数
- 実業補習学校には、「工業補習学校」・「農業補習学校」・「水産補習学校」・「商業補習学校」・「商船補習学校」などがあった。
- 中でも「農業補習学校」は他の補習学校に比べて増加数が著しかった[2][3]。

## 現行学制下の相当学校
青年学校令廃止後の現在の学校教育法に基づく制度のもとでは、実業補習学校の対象年齢は義務教育の学齢に当たるため、相当する学校はない。
一方で、旧制中等教育学校から転換した高等学校に進学しない義務教育修了者を対象に「高等実務学校」や「高等家政学校」などの名称での各種学校が学制改革後に多く設置された。これらの学校は高等学校進学率の上昇で多くが廃校になったが、豊橋市立高等家政学校のように各種学校として長らく継続して高等専修学校に転換した学校もある。

## 関連事項
- 小学校令 - 尋常小学校・高等小学校
- 実業学校令 - 実業学校
- 青年学校令 - 青年学校